# Kommet, ihr Hirten
"Kommet, ihr Hirten" (Veniu, vosaltres, pastors) és una nadala alemanya de Bohèmia basada en una nadala txeca, "Nesem vám noviny". Reflecteix elements de la Nativitat de Jesús, l'Anunciació als pastors, el seu passeig al pessebre i la seva Adoració, convidant a seguir el seu exemple. La primera estrofa, "Kommet, ihr Hirten, ihr Männer und Fraun", s'adreça als pastors, homes, i dones.

## Història
El text de "Kommet, ihr Hirten" va derivar d'una nadala txeca "Nesem vám noviny". El text alemany va ser escrit com una traducció lliure de l'original txec per Carl Riedel a Leipzig. Es va publicar per primera vegada amb el títol Die Engel und die Hirten (Els àngels i els pastors) el 1870 a la seva col·lecció Altböhmische Gesänge für gemischten Chor (Cants de la Bohèmia antiga per a cor mixt). El cant està en la tradició dels cants de pastors, derivats de l'Anunciació als pastors i de l'Adoració dels pastors de l'Evangeli segons Lluc (Lc 2,8-20). La versió de Riedel és adequada per a un públic ampli.
La cançó encara és popular. S'inclou a l'himnari protestant Evangelisches Gesangbuch com a EG 48, i en algunes seccions regionals de l'himnari catòlic Gotteslob de 1975 i la seva segona edició, el Gotteslob de 2013.
En anglès, la cançó es va conèixer com a "Come, All Ye Shepherds", traduïda per Mari Ruef Hofer el 1912.

## Text
La cançó txeca " Nesem vám noviny " (Portant la notícia) té cinc estrofes. Riedel va escriure una versió en tres estrofes de cinc versos cadascuna, rimant per parelles amb una darrera línia curta final. El principi és " Kommet, ihr Hirten, ihr Männer und Fraun "(Veniu, pastors, homes i dones).
1. Kommet, ihr Hirten, ihr Männer und Fraun,

Kommet, das liebliche Kindlein zu schaun,

Christus, der Herr, ist heute geboren,

Den Gott zum Heiland euch hat erkoren.

Fürchtet euch nicht!

2. Lasset uns sehen in Bethlehems Stall,

Was uns verheißen der himmlische Schall;

Was wir dort finden, lasset uns künden,

Lasset uns preisen in frommen Weisen:

Halleluja!

3. Wahrlich, die Engel verkündigen heut

Bethlehems Hirtenvolk gar große Freud:

Nun soll es werden Friede auf Erden,

Den Menschen allen ein Wohlgefallen:

Ehre sei Gott!

## Melodia
El 1847, la melodia fou publicada per primer cop en la col·lecció Katolicky kancionál a Olmütz. Els manuscrits no estan datats però semblen pertànyer a la primera meitat del segle xix. La melodia és un bordó similar a la música folk.